# Ma’ale Lewona
Ma’ale Lewona (hebr. מעלה לבונה) – wioska położona w samorządzie regionu Matte Binjamin, w Dystrykcie Judei i Samarii, w Izraelu.
Leży w środkowej górzystej części Samarii, w otoczeniu terytoriów Autonomii Palestyńskiej.

## Historia
Osada została założona w 1983 przez żydowskich osadników.

## Gospodarka
Gospodarka opiera się na rolnictwie.